# Pardopsis punctatissima
Pardopsis punctatissima is een vlinder uit de familie van de Nymphalidae. De wetenschappelijke naam van de soort is, als Acraea punctatissima, voor het eerst gepubliceerd in 1833 door Jean Baptiste Boisduval.

## Verspreiding
De soort komt voor in Ethiopië, Somalië, Congo-Kinshasa, Oeganda, Kenia, Tanzania, Zambia, Malawi, Mozambique, Zimbabwe,  Zuid-Afrika, Swaziland en Madagaskar.

## Waardplanten
De rups leeft op Hybanthus capensis en Afrohybanthus enneaspermus van de viooltjesfamilie (Violaceae).